# Mr. et Mrs. Smith (série télévisée, 2024)
Pour les articles homonymes, voir Mr. et Mrs. Smith.
Production
Diffusion
Mr. et Mrs. Smith (Mr. & Mrs. Smith) est une série télévisée américaine créée par Francesca Sloane et Donald Glover et adaptée de la série (1996) dont le scenario est plus proche que celui du film du même nom sorti 2005. Elle est diffusée sur Prime Video depuis le 2 février 2024.

## Synopsis
Un homme et une femme qui ne se connaissent pas sont recrutés pour former un couple, Jane et John Smith. Une somptueuse demeure new-yorkaise est mise à leur disposition. Ils vont devoir réaliser diverses missions pour leur mystérieux employeur, tout en apprenant à se connaitre.

## Distribution

### Personnages principaux
- Donald Glover (VF : Diouc Koma ; VQ : Lyndz Dantiste) : John Smith / Michael
- Maya Erskine (VF : Kelly Marot ; VQ : Annie Girard) : Jane Smith / Alana

### Invités
- Alexander Skarsgård (VF : Loïc Guingand) : le premier John
- Eiza González : la première Jane
- Paul Dano (VF : Donald Reignoux) : Harris Materbach
- John Turturro (VF : Vincent Violette) : Eric Shane
- Sharon Horgan (VF : Rafaèle Moutier) : Gavol Martin
- Billy Campbell (VF : Philippe Vincent) : Parker Martin
- Sarah Paulson (VF : Barbara Tissier) : la thérapeute
- Parker Posey (VF : Marie-Eugénie Maréchal) : la seconde Jane
- Úrsula Corberó : Runi
- Wagner Moura (VF : Thomas Roditi) : le second John
- Ron Perlman (VF : Féodor Atkine) : Toby Hellinger
- Michaela Coel (VF : Déborah Claude) : Bev
- Beverly Glover (VF : Claudine Grémy) : Denise

 Source et légende : version française (VF) sur RS Doublage

## Production

### Genèse et développement
En février 2021, il est annoncé que Prime Video va diffuser en 2022 une série inspirée du film Mr. et Mrs. Smith (2005), créée par Donald Glover et Phoebe Waller-Bridge, qui doivent également tenir les rôles principaux. Cocréatrice de la série, Francesca Sloane est annoncée comme show runner,. En septembre 2021, Phoebe Waller-Bridge quitte finalement le projet en raison de désaccords créatifs avec Donald Glover. En avril 2022, il est révélé qu'elle sera remplacée par Maya Erskine dans le rôle féminin principal.
Donald Glover et Francesca Sloane produisent la série avec Yariv Milchan, Arnon Milchan, Michael Schaefer, Stephen Glover (le frère de Donald), Anthony Katagas, Hiro Murai, Nate Matteson et Jenny Robins,.

### Attribution des rôles
En juin 2022, Michaela Coel, John Turturro ou encore Paul Dano sont annoncés comme guest-stars. En septembre 2022, Parker Posey et Wagner Moura sont annoncés dans des rôles récurrents.
La mère de Donald Glover, Beverly, fait ici ses débuts d'actrice et incarne Denise.

### Tournage
Le tournage débute à l'été 2022. Les prises de vues ont notamment lieu à New York et en Italie (Vénétie, Colfosco et lac de Côme),.

## Distinctions

### Nominations
- Golden Globes 2025 : 
  - Meilleure série télévisée dramatique
  - Meilleur acteur dans une série télévisée dramatique pour Donald Glover
  - Meilleure actrice dans une série télévisée dramatique pour Maya Erskine